# Azijski tigrasti komarac
Azijski tigrasti komarac, (Stegomyia albopicta, ranije Aedes albopictus, Skuse, 1894), biološki je i zdravstveno značajna vrsta komaraca čije se širenje u svetu pažljivo prati u poslednjih dvadesetak godina. Poznata po svom naglom širenju i osvajanju novih prostora, ova vrsta komaraca sve više dobija zdravstveni značaj, kao potencijalni prenosilac različitih arbovirusa i parazita — uzročnika epidemija zaraznih bolesti.

## Poreklo i distribucija
Azijski tigrasti komarac je po poreklu tropska i suptropska vrsta jugoistočne Azije, koja se širi svetom od kraja 1970-ih. Najčešći način prenosa u nova područja je u vlažnim automobilskim gumama u koje komarac polaže jajašca.
Danas je rasprostranjen na svim kontinentima. U Evropi je zabeležen prvi put 1979. godine u Albaniji. Od 1990. kada je donesen iz SAD u Italiju, do 1999. proširio se u devet italijanskih regija sa najvećom infestacijom u severoistočnom delu zemlje.
Do 2004. godine, ova vrsta je prisutna u pet zemalja Evrope (Italija, Francuska, Belgija, Crna Gora i Švajcarska). Tokom perioda od samo dve godine tigrasti komarac se proširio u još pet evropskih zemalja — Španija, Holandija, Slovenija i Grčka.

## Opšta razmatranja
Iako su u načelu izvorna staništa ove vrste duplje drveća u tropskim šumama, vrsta Aedes albopictus je razvila sposobnost prilagođavanja na svim prirodnim i veštačkim staništima među kojima se posebno ističu gume kao najpogodnije mjesto za polaganje jajašaca. 
U tropskom području komarac je aktivan tokom cele godine, dok je u umerenim klimatskim područjima sveta razvio način prezimljavanja u stadijumu jajašca. Zahvaljujući sposobnosti prilagođavanja vrste na veštačka legla, te otpornost jajašaca na hladnoću i isušivanje, omogućila mu je prenošenje i prilagođavanje vrste u novim područjima.
Tokom zadržavanja na otvorenom, u starim gumama se nakuplja kišnica i organske materije (najčešće trulo lišće) što osigurava idealno stanište za razvoj komaraca. U povoljnim uslovima jajašca se mogu izleći unutar nekoliko sati, a za nekoliko dana iz jajašaca se razviju odrasle jedinke. Iako na širenje vrste utiču temperatura, količina padavina, vlažnost i dužina svetlog dela dana, vrsta uspešno osvaja nova područja sveta.
Odrasle jedinke su karakterističnog izgleda, prekrivene crnim sjajnim ljuskama i izrazito srebrno belim ljuskama na člancima nogu i rilicama. Na zadnjem delu prsa nalazi se bela pruga i grupa belih ljuskica. Srednje veliki komarac dužine je do 10,0 mm, mužjaci su obično manji od ženki.
Ženka polaže jajašca pojedinačno, najčešće iznad vodene površine na tamne, grube i okomite podloge. Jajašca mogu podnijeti isušivanje do godinu dana što olakšava njihov transport u gumama na prekooceanske udaljenosti. Iz jajašca se razvija ličinka. Brzina razvoja ličinki zavisi o temperaturi i količini hranjivih materija u vodi.
U laboratorijskim uslovima pri temperaturi oko 25 oC i sa dovoljnom količinom hrane stadij ličinke traje od 5 do 10 dana, stadijum kukuljice dva dana. Niske temperature usporavaju vreme razvoja. Ličinke i odrasli mogu se pronaći od aprila ili maja do decembra. Odrasle jedinke ženki žive nekoliko nedelja. Vreme od izlijeganja do uzimanja prvog krvnog obroka traje od dva do tri dana, vremensko razdoblje između dva polaganja jajašaca traje približno pet dana. Ženka u toku svog života prosečno položi oko 350 jajašaca. Na otvorenom je zabeleženo najviše pet generacija u jednoj godini.
Ženke češće sisaju krv danju i na otvorenom, a u područjima guste infestacije aktivne su i u zatvorenim prostorima. Hrane se najradije krvlju ljudi, zatim drugih sisavaca, vodozemaca, gmizavaca, što zavisi od trenutne prisutnosti domaćina. Odrasli jedinke lete do udaljenosti od 200 m.

### Biološki i zdravstveni značaj
Azijski tigrasti komarac sve više, širom sveta, postaje biološki i zdravstveno značajna vrsta komaraca. 
Biološki značaj
Njihov biološki značaj proizlazi iz sposobnosti:
- brzog širenja i lakog osvajanja veštačkih staništa
- dobre prilagodljivosti novim uslovima života,
- istiskivanja drugih vrsta, posebno vrste Culex pipiens u urbanim leglima.

Zdravstveni značaj
Sa zdravstvenog gledišta važan je kao molestant - napasnik ili vrlo agresivna dnevnoaktivna vrsta komaraca, koja ima sposobnost prenošenja različitih arbovirusa od kojih je najznačajniji virus denge.

## Spoljašnje veze
- "The Tiger Mosquito - The Film" Under a funny - yet scientifically accurate - angle, this film deals with the biology of the tiger mosquito, and gives recommendations to protect oneself
- Tiger mosquitos in Italy
- Tiger mosquitoes in Spain
- Asian tiger mosquito on the University of Florida / Institute of Food and Agricultural Sciences Featured Creatures website
- CISR: Asian Tiger Mosquito Center for Invasive Species Research page on Asian tiger mosquito
- „Species Profile- Asian Tiger Mosquito (Aedes albopictus)”. Архивирано из оригинала 26. 09. 2017. г. Приступљено 30. 12. 2018., National Invasive Species Information Center, United States National Agricultural Library. Lists general information and resources for Asian Tiger Mosquito.
- eprints.usm.my: The ecology and biology of Aedes aegypti (L.) and Aedes albopictus (Skuse) (diptera: culicidae) and the persistent status of Aedes albopictus (field strain) against organophsphates in Penang, Malaysia.
- biology.clc.uc.edu: Illustrated report of the first spread of A. albopictus into the midwest.
- Atrapa el Tigre: Citizen-science project for the research, surveillance, and control of tiger mosquitoes.